# Рентендорф
Рентендорф (њем. Renthendorf) општина је у њемачкој савезној држави Тирингија. Једно је од 93 општинска средишта округа Зале-Холцланд. Према процјени из 2010. у општини је живјело 448 становника. Посједује регионалну шифру (AGS) 16074077.

## Географски и демографски подаци
Рентендорф се налази у савезној држави Тирингија у округу Зале-Холцланд. Општина се налази на надморској висини од 290 метара. Површина општине износи 11,6 km². У самом мјесту је, према процјени из 2010. године, живјело 448 становника. Просјечна густина становништва износи 39 становника/km².

## Међународна сарадња
| Мјесто | Држава    | Врста сарадње | Од    |
| ------ | --------- | ------------- | ----- |
|        | Француска | контакт       | 2000. |
| Тахов  | Чешка     | партнерство   | 1976. |
| Извор  |           |               |       |